# Geografija (Ptolomej)
Geografija ili Priručnik geografije (starogrč. Γεωγραφικὴ Ὑφήγησις Geographike Hyphegesis; lat. Geographia ili stariji naziv Cosmographia), najvažnije Ptolomejevo djelo izuzevši Almagest. To je zbirka onoga što je bilo poznato o geografiji svijeta u Rimskom Carstvu u 2. stoljeću. Ptolomej se uglavnom oslanjao na radove ranijeg geografa Marina iz Tira te na geografske leksikone Rimskog i Perzijskog Carstva, no većina njegovih izvora izvan granica Carstva bila je nepouzdana.

## Knjige
Geographia se sastoji od dva dijela: prvu knjigu čini rasprava o podacima i korištenim metodama; a druga, treća, četvrta i peta knjiga čine atlas. Izvorno djelo sastojalo se od karata, no one su zbog teškoća pri prijepisu izbačene tijekom prijenosa rukopisa. Djelo su otkrili i koristili tijekom stoljeća mnogi poznati ljudi diljem svijeta. Arapski pisac al-Mas'udi, dok je pisao oko 956. godine, spomenuo je koloriranu kartu iz Geografije koja je imala ucrtanih 4530 gradova i preko 200 planina. Bizantinski redovnik Maksim Planud pronašao je kopiju Geografije 1295. godine, a kako nije bilo karata u njegovoj kopiji, odlučio je nacrtati vlastite karte na temelju koordinata pronađenih u tekstu. U Firenci je 1397. godine Emanuel Krizolora dao kopiju Pallu Strozziju. Prvi prijevod na latinski – Geographia Claudii Ptolemaei – sačinio je 1406. godine Firentinac Giacomo da Scarperia (latinizirano Jacobus Angelus), pa su od tada nastali brojni prijevodi na druge jezike dostupni diljem svijeta.
Kao i s modelom Sunčeva sustava u Almagestu, Ptolomej je sve informacije objedinio u veliku shemu. Svim mjestima i geografskim obilježjima koja je poznavao dodijelio je koordinate, postavivši ih u mrežu koja se prostirala po čitavom globusu. Geografsku dužinu mjerio je od ekvatora kao i danas, no Ptolomej ju je više volio izraziti kao duljinu najdužeg dana umjesto uporabe lučnih stupnjeva (duljina najdužeg dana se povećava od 12h do 24h kako se ide od ekvatora prema polarnom krugu). Nulti meridijan postavio je na najzapadniju tada poznatu zemlju, Kanarske otoke.

## Principi kartografiranja
Ptolomej je također izmislio i osigurao instrukcije za izradu karata kako čitavog naseljenog svijeta (oikoumenè) tako i rimskih provincija. U drugom dijelu Geografije pripremio je potrebne topografske popise i naslove karata. Njegova se oikoumenè prostirala 180 stupnjeva geografske dužine od Kanarskog otočja u Atlantskom oceanu pa sve do Kine, te 80 stupnjeva geografske širine od Arktika do Istočnih Indija te duboko u Afriku; Ptolomej je bio dosta svjestan činjenice kako poznaje samo četvrtinu globusa.
Karte temeljene na znanstvenim principima izrađivale su se od Eratostenova vremena (3. st. pr. n. e.), no Ptolomej je usavršio projekcije. Zna se da je karta svijeta temeljena na Geografiji bila prikazana u Autunu u Galiji u kasnorimskim vremenima. 

## Recepcija u renesansi
Ptolomejev tekst stigao je iz Bizanta u Italiju oko 1400. godine. Prvo tiskano izdanje, vjerojatno objavljeno 1477. u Bologni, bila je prva tiskana knjiga s graviranim ilustracijama. Uslijedila su mnoga izdanja (koja su često u početku bila u drvorezu) od kojih su neka slijedila tradicionalne inačice karata, dok su ih druga nadopunjavala. Izdanje tiskano 1482. u Ulmu bilo je prvo izdanje tiskano sjeverno od Alpa. Godine 1482. Francesco Berlinghieri tiskao je prvo izdanje na talijanskom narodnom jeziku. Karte su izgledale izobličene uspoređujući ih s modernim kartama, jer su Ptolomejevi podatci bili nepouzdani. Jedan od razloga bila je Ptolomejeva pogrešna procjena veličine Zemlje koju je procijenio premalenom: dok je Eratosten procijenio duljinu jednog stupnja na globusu na 700 stadija, Ptolomej u Geografiji koristi duljinu od 500 stadija. Ne zna se jesu li navedeni geografi koristili jednaku mjeru stadija, no pretpostavivši da su se obojica pridržavali tradicionalnog atičkog stadija od 185 metara, onda je starija procjena za 1/6 prevelika, a Ptolomejeva vrijednost za 1/6 premalena. Budući da je Ptolomej sve svoje topografske koordinate izvodio pretvorbom izmjerenih udaljenosti u kutove, njegove su se karte izobličile. Njegove su vrijednosti geografske širine stoga pravile pogrešku do 2 stupnja. Za geografsku dužinu ta su odstupanja bila još i gora, jer nije postojala pouzdana metoda određivanja geografske dužine; Ptolomej je bio vrlo svjestan toga. Štoviše, to je ostao glavni problem u geografiji sve do izuma pomorskih kronometara na kraju 18. stoljeća. Ptolomejeva izvorna topografska lista danas se ne može rekonstruirati: dugačke tablice ispunjene brojevima prenosile su se kasnije kroz razne kopije koje su sadržavale brojne pisarske greške, a mnogi su dodavali i ispravljali topografske podatke: to je dokaz trajne popularnosti ovog utjecajnog djela u povijesti kartografije.

## Više informacija
- Bibliotheca historica
- Diodor sa Sicilije
- Geografija u srednjovjekovnom islamu
- Strabon

## Vanjske poveznice

### Primarni izvori
- Ptolomejeva Geografija na LacusCurtius (engleski prijevod, nepotpun)
- Ptolomejevi izvatci o zemlji Seres (Kina) (engleski prijevod)
- Prvo kritičko izdanje osme knjige iz Geografije Aubreyja Dillera
- (lat.) Geographia Cl. Ptolemaei Alexandrini, Venetiis : apud Vincentium Valgrisium, Venezia, 1562.
- (lat.) Geographia Universalis, Basileae : apud Henricum Petrum, mense Martio, Venezia, 1540.

### Sekundarni materijali
- Ptolomej Geograf
- Ptolomejeva Geografija Azije - izabrani problemi Ptolomejeve Geografije Azije (na njemačkom)
- Ptolomejeva Geografija sjeverozapadne Europe  Arhivirana inačica izvorne stranice od 6. svibnja 2005. (Wayback Machine) (na njemačkom)
- Povijest kartografije  Arhivirana inačica izvorne stranice od 27. rujna 2011. (Wayback Machine) uključujući raspravu o Geografiji
- Dennis Rawlins, Investigations of the Geographical Directory 1979-2007